# Communauté civique
 (mars 2021).
Si vous disposez d'ouvrages ou d'articles de référence ou si vous connaissez des sites web de qualité traitant du thème abordé ici, merci de compléter l'article en donnant les références utiles à sa vérifiabilité et en les liant à la section « Notes et références ».
Communauté civique (en espagnol Comunidad Ciudadana, abrégé en CC) est une alliance politique bolivienne centriste fondée le 13 novembre 2018 et dirigée par Carlos Mesa. Elle devient la première force d'opposition au parlement bolivien après les élections générales de 2020.

## Résultats

### Élections présidentielles
| Élection | Candidat    | Premier tour | Premier tour | Second tour | Second tour | Résultat |
| Élection | Candidat    | Voix         | %            | Voix        | %           | Résultat |
| -------- | ----------- | ------------ | ------------ | ----------- | ----------- | -------- |
| 2019     | Carlos Mesa | 2 240 920    | 36,51        |             |             | Défait   |
| 2020     | Carlos Mesa | 1 638 310    | 28,83        | Défait      |             |          |

### Élections législatives
| Année | Voix      | %     | Rang | Députés  | +/- | Sénateurs | +/- |
| ----- | --------- | ----- | ---- | -------- | --- | --------- | --- |
| 2019  | 2 240 920 | 36,51 | 2e   | 50 / 130 | 50  | 14 / 36   | 14  |
| 2020  | 1 638 310 | 28,83 | 2e   | 39 / 130 | 11  | 11 / 36   | 3   |